# Brachythecium extremiorientale
Brachythecium extremiorientale là một loài rêu trong họ Brachytheciaceae. Loài này được Ignatov mô tả khoa học đầu tiên năm 2008.